# Highlander – Es kann nur einen geben
Highlander – Es kann nur einen geben ist ein Spielfilm von Russell Mulcahy aus dem Jahr 1986. Der Fantasy-Film, der auch Elemente des Action- und Historienfilms aufweist, lief am 28. August 1986 in den deutschen Kinos an. Die Hauptrolle spielt Christopher Lambert. Der Soundtrack stammt von Michael Kamen und der Rockband Queen.

## Handlung
Den Prolog, gesprochen von Sean Connery als Ramírez, übernimmt in der deutschen Synchronfassung Gert Günther Hoffmann:

“From the Dawn of Time we came, moving silently down through the centuries, living many secret lives, struggling to reach the Time of the Gathering, when the few who remain will battle to the last. No one has ever known we were among you, until now.”

„Wir kamen aus der Dämmerung der Zeit und wanderten unerkannt durch die Jahrhunderte. Verborgen vor den Augen der Welt, kämpften und trachteten wir danach, die Zeit der Zusammenkunft zu erreichen. Wenn diejenigen, die dann übrig geblieben sind, den Kampf bis zum letzten Mann austragen werden. Ihr wusstet nicht, dass wir unter euch weilten – bis heute.“

Die Handlung des Films beginnt im New York City des Jahres 1985. In der Tiefgarage des Madison Square Garden kämpfen zwei Männer mit Schwertern; Connor MacLeod wird Sieger dieses Kampfes, indem er seinen Gegner Iman Fasil enthauptet. Eine unbekannte Kraft startet die Motoren der geparkten Autos und zerstört Teile der Tiefgarage, bevor diese Kraft letztlich von der Leiche auf Connor übergeht. MacLeod versucht in einem Porsche 356 zu fliehen, wird jedoch von der Polizei verhaftet. Sein Schwert kann er vorher in der Tiefgarage verstecken.
In Rückblenden erfährt der Zuschauer nun MacLeods Lebensgeschichte: Geboren im Jahr 1518 im Dorf Glenfinnan an den Ufern des Loch Shiel in den schottischen Highlands ist er zunächst ein in der Dorfgemeinschaft angesehener Mann. 1536 wird er in einer Schlacht des Clans der MacLeod gegen den Clan der Fraser im Zweikampf gegen einen zunächst unbekannten schwarzen Ritter tödlich verwundet; er scheint bereits tot zu sein. Er genest jedoch plötzlich innerhalb kürzester Zeit. Daraufhin wird er von seinem eigenen Clan und sogar von seiner Geliebten Kate bezichtigt, mit dem Teufel im Bunde zu stehen. Ein Mob fordert seine Verbrennung. Doch einer seiner Verwandten erreicht, dass MacLeod lediglich verbannt wird.
Später lebt MacLeod mit seiner Frau Heather abgeschieden in einem halbverfallenen Broch mitten in den Highlands. Erst als er von dem ägyptischen Adeligen Juan Sánchez Villa-Lobos Ramírez aufgesucht wird, erfährt er von diesem, was er wirklich ist: Es gibt „Unsterbliche“ unter den Menschen. Mit dem ersten gewaltsamen Tod wird die Unsterblichkeit bei diesen Auserwählten wirksam; fortan altern sie nicht mehr, können keine Kinder zeugen und nur durch Enthauptung getötet werden. Sie bekämpfen in der Folge einander, um die Kräfte aller Unsterblichen (die sogenannte „Belebung“ [Quickening]) in sich zu vereinigen und die Welt beherrschen zu können. Nur einer von ihnen kann schließlich überleben, um am Ende die gesammelte Kraft führen zu dürfen.
Connor MacLeod wird von Ramírez, der 896 v. Chr. geboren wurde, zu einem Meister im Schwertkampf ausgebildet. Ramírez erklärt MacLeod den Grund seiner Unterrichtungen: Der schwarze Ritter, der MacLeod beinahe getötet hatte, wird Kurgan genannt und ist ebenfalls ein Unsterblicher. Er ist blutrünstig und berauscht von seiner Unsterblichkeit und daher ein denkbar schlechter Kandidat für die Kraft und deren Potenzial, die er, sollte er letztlich gewinnen, erhalten würde. MacLeod soll daher in die Lage versetzt werden, sich gegen ihn zu verteidigen. Ramírez macht während seines Unterrichts MacLeod darauf aufmerksam, dass das Dasein als Unsterblicher auch Schattenseiten aufweist, darunter Unfruchtbarkeit. Ramírez wird schließlich in einem  Zweikampf von Kurgan enthauptet, nachdem er diesen schwer verwunden konnte. Kurgan bleibt jedoch am Leben.
MacLeod weigert sich, entgegen Ramírez’ nachdrücklichem Ratschlag, Heather zu verlassen. Letztlich muss er, wie einst von Ramirez vorhergesagt, zusehen, wie seine geliebte Frau allmählich altert und schließlich stirbt. Daraufhin verlässt MacLeod Schottland und bereist in den folgenden 430 Jahren die Welt, bis er nach Amerika kommt, wo er sich niederlässt, um dort den letzten Kampf auszufechten. Seine Assistentin Rachel ist ein Waisenkind, das er im Zweiten Weltkrieg rettet und bei sich aufnimmt.
Zurück im New York der Gegenwart: Inzwischen sind nur noch wenige Unsterbliche übrig. Die Polizei kann MacLeod, der jetzt eine Identität als Antiquitätenhändler angenommen hat, den Mord an Fasil nicht nachweisen. Von der vermeintlichen Mordwaffe konnten nur einige Metallsplitter gefunden werden, die jedoch die Aufmerksamkeit der Pathologin Brenda Wyatt wecken. Das Katana, das MacLeod beim Kampf im Madison Square Garden benutzt hatte, gehörte ursprünglich Ramírez und wurde schon 593 Jahre v. Chr., lange vor der Entstehung der Schwertschmiedekunst im japanischen Mittelalter, vom Vater seiner japanischen Braut angefertigt. Fasziniert von der möglichen Existenz dieses Schwertes, beginnt Wyatt MacLeod nachzustellen. Schließlich entdeckt sie durch das Vergleichen seiner Unterschriften sowie das Aufdecken seiner verschiedenen Identitäten Hinweise auf MacLeods Leben als Unsterblicher. MacLeod gesteht Wyatt letztlich sein Geheimnis, und sie beginnen eine Liebesaffäre.
Inzwischen taucht auch Kurgan in New York auf. MacLeod, der in der Kirche wie jedes Jahr seiner ersten Frau Heather gedenkt, trifft dort mit Kurgan, der mittlerweile einen weiteren Unsterblichen getötet hat, zusammen. Dieser teilt ihm mit, dass sie die beiden letzten Unsterblichen seien und sie nun um den Preis zu kämpfen hätten. Als die beiden auf Ramirez zu sprechen kommen, offenbart Kurgan stolz, dass er, nachdem er MacLeods Lehrer und Freund getötet hatte, sich auch an dessen Frau verging. Aus MacLeods hasserfülltem Blick schließt Kurgan, dass es sich bei dieser Frau in Wahrheit um MacLeods Frau Heather gehandelt hat.
Schließlich nimmt Kurgan Wyatt als Geisel, um die finale Auseinandersetzung mit MacLeod zu erzwingen. Ein langer Kampf zwischen den letzten beiden Unsterblichen entbrennt, den MacLeod schließlich gewinnt. Als Preis erhält er die Macht, die Gedanken der Menschen lesen zu können. Wyatt und er ziehen sich nach Schottland zurück. Von nun an kann er Kinder zeugen und alt werden, und in Gedenken an seinen Freund Ramírez entschließt er sich, seine neugefundenen Kräfte zum Wohle der Menschheit einzusetzen.
Der Film lebt auch von dem Wechsel zwischen Rückblicken und der Handlung in der Gegenwart, der die Vorgeschichte der Figuren erst nach und nach enthüllt. Diese Wechsel zwischen Gegenwart und Vergangenheit wurden als sogenannte Match-Cuts geschnitten. Eine Liste der Rückblenden:
- 1536 – Glenfinnan, Schottland
- 1542/43 – Glen Coe, Schottland
- 1587 – Glen Coe, Schottland
- 1783 – Boston (MA)
- 1943 – Niederlande

## Hintergrund und Produktion

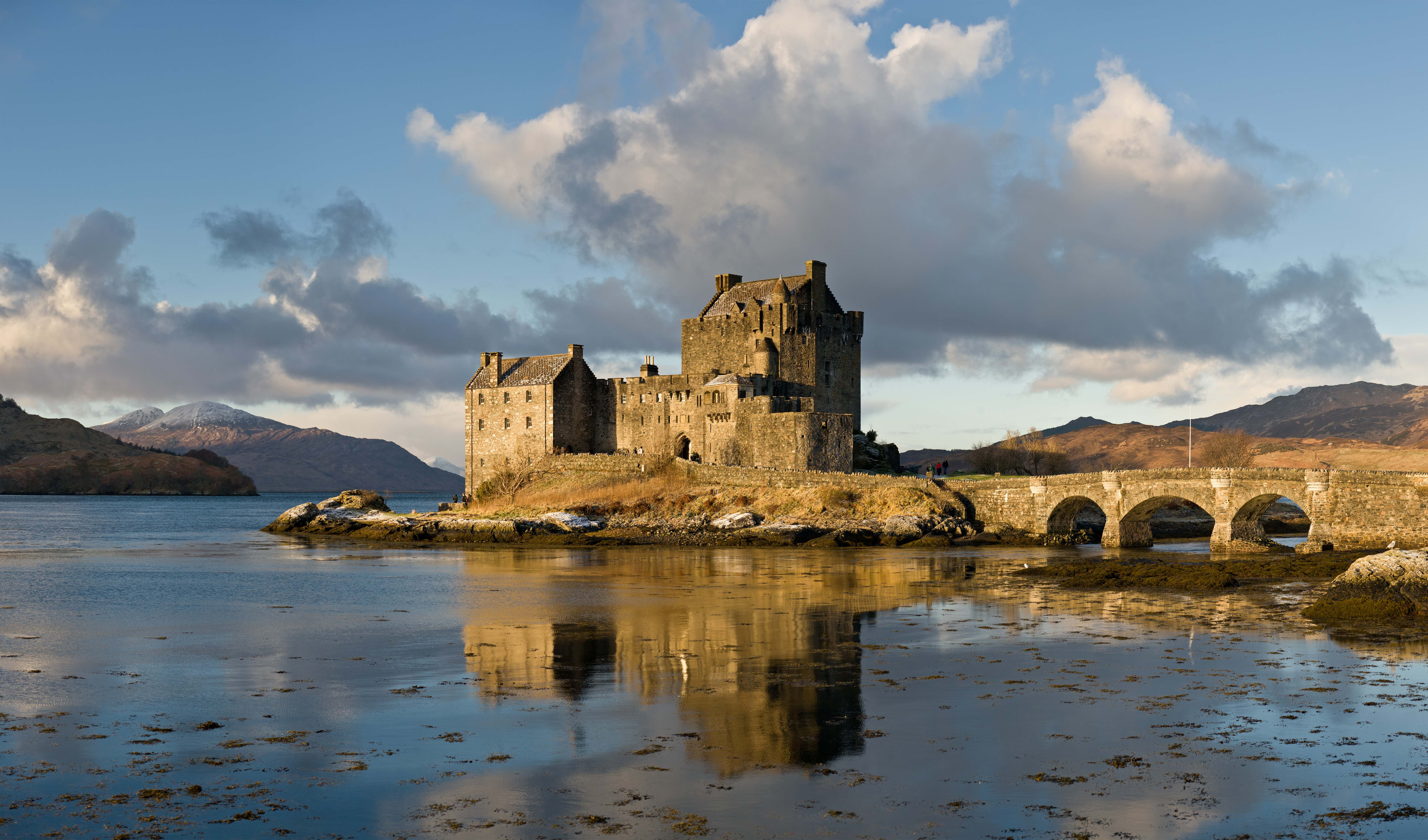
Eilean Donan Castle ist im Film die Burg des Clan MacLeod

Die Vorlage zum Film lieferte ein Drehbuch des Filmstudenten Gregory Widen. Produziert wurde der Film von Peter Davis und William Panzer, die auch heute noch die Rechte an Highlander innehaben. Vor dem Dreh wurde jedoch das Drehbuch von Peter Bellwood und Larry Ferguson erheblich überarbeitet. Im Original waren die Geschichte und der Charakter der Hauptfigur wesentlich düsterer angelegt, mit mehr Betonung auf den Schattenseiten der Unsterblichkeit.
Der Film wurde in New York und Schottland gedreht; viele Innen- und Studioaufnahmen entstanden in London. Das Budget betrug 16 Millionen US-Dollar. Es wurde auch auf der schottischen Burg Eilean Donan Castle in der Nähe von Dornie gedreht; diese Teile werden später in Glenfinnan angesiedelt. Während Sean Connery eher selten mit dem Film in Verbindung gebracht wird, ist für Christopher Lambert der unsterbliche Connor MacLeod die Rolle, mit der er bis heute identifiziert wird. Er lernte für diese Rolle 16 Wochen lang Schwertkampf. Da der stark kurzsichtige Lambert keine Kontaktlinsen tragen kann, wurden zusätzliche Übungsstunden notwendig, damit die Dreharbeiten unfallfrei verlaufen konnten. Für die Choreographie der Schwertkämpfe des Films war Bob Anderson verantwortlich.
Peter Diamond, der am Anfang des Filmes als Iman Fasil zu sehen ist, war auch Stunt Coordinator des Filmes. Diamond hat in seiner langen Karriere als Stunt Coordinator, Fight Choreographer und Schauspieler von stuntlastigen Nebenrollen u. a. Filmklassiker wie Star Wars und Jäger des verlorenen Schatzes geprägt. Er ist auch in einer Episode der späteren Highlander-Fernsehserie zu sehen.

## Soundtrack
Die Musik des Films trägt viel zur Atmosphäre von Highlander bei. Sie entstand aus einer engen Kooperation des Komponisten Michael Kamen mit der Rockband Queen. Queen hatten zuvor schon den Soundtrack für den Science-Fiction-Film Flash Gordon geschrieben. Zu Highlander sollten sie eigentlich nur einige wenige Titel beisteuern. Laut eigenen Angaben noch im Auto auf der Rückfahrt vom Studio schrieb Brian May die Grundlagen des Stücks Who Wants to Live Forever. 
Weitere Songs bezogen sich direkt auf den Film, so etwa das während des Abspanns zu hörende A Kind of Magic (ein Zitat von Connor MacLeod) und das Titelthema Princes of the Universe. Die Filmmusik von Kamen griff an vielen Stellen die Themen der Queen-Titel auf und führte sie orchestral fort. Queen brachten ihre für den Film geschriebenen Lieder in veränderter Form 1986 auf ihrem zwölften Studioalbum mit dem Titel A Kind of Magic heraus. Das ebenfalls von Regisseur Mulcahy gedrehte Musikvideo zu Queens Princes of the Universe kombiniert Szenen des Films mit Aufnahmen der Band, die in der nachgebauten Kulisse des finalen Kampfes des Films spielte. Christopher Lambert taucht darin als Connor MacLeod auf.

## Schnittfassungen
Der Film kam in den USA in einer im Vergleich zur europäischen Fassung um rund sechs Minuten gekürzten Version in die Kinos. Lediglich in Frankreich wurde er für das Kino fast genauso stark gekürzt. Die europäische Fassung erhielt in Deutschland von der FSK ursprünglich eine Altersfreigabe ab 18 Jahren, daher wurden für das Fernsehen auch eine um wenige Gewaltspitzen gekürzte Fassung, die eine Freigabe ab 16 Jahren erhielt, und eine um mehrere Minuten gekürzte und ab 12 Jahren freigegebene Fassung erstellt. Auf Video wurde nur die FSK-16-Fassung veröffentlicht, während auf DVD die ungekürzte europäische Fassung, die oft auch als „Director's Cut“ vermarktet wird, mit 18er-Freigabe erschien. Letztere wurde schließlich 2007 nach einer Neuprüfung ab 16 Jahren freigegeben.
In den Vereinigten Staaten wurden sowohl die amerikanische Kinofassung als auch der „Director's Cut“ (bei seinem Erscheinen auf DVD) als R-rated freigegeben. Diese beiden Versionen unterscheiden sich nicht nur durch die Länge, es wurden auch einige Dialoge leicht geändert. Obwohl der „Director's Cut“ deutlich länger läuft als die US-Fassung, enthält er nicht nur neue Szenen. Es fehlt in ihm auch eine kurze Szene eines Polizisten vor Brenda Wyatts Wohnung.
Es wurden auch für die europäische Veröffentlichung einige Szenen geschnitten (ein Gespräch zwischen Wyatt und MacLeod, MacLeod und Kastagirs Party, Kurgans Kampf gegen einen weiteren Unsterblichen). Es existieren viele Fotos dieser Szenen, jedoch nicht die Filmszenen selbst. Angeblich  wurden sie zwischenzeitlich durch ein Feuer im Studio zerstört. In keiner der zahlreichen Video-, Laserdisc und DVD-Veröffentlichungen sind sie als Bonusmaterial enthalten.

## Fortsetzungen und Reboot
Trotz des runden Endes des ersten Films wurde wegen des Erfolgs eine Fortsetzung gedreht. Highlander II – Die Rückkehr kam 1991 in die Kinos und machte einen deutlichen Schwenk in Richtung Science-Fiction, indem er die Unsterblichen zu Außerirdischen machte. Obwohl kommerziell erfolgreich, gilt Highlander II als künstlerisch misslungen und wird heute von den Produzenten und den meisten Fans nicht als Teil der „offiziellen Highlander-Zeitlinie“ angesehen.
Die wichtigste Fortsetzung ist die 1992 gestartete Fernsehserie Highlander. In ihr spielt Adrian Paul die Rolle des Duncan MacLeod, eines Unsterblichen aus dem gleichen Clan wie Connor. Die Serie lief sechs Staffeln lang recht erfolgreich im Fernsehen. Parallel kam im Jahr 1994 Highlander III – Die Legende in die Kinos, wieder mit Lambert als Connor MacLeod. In Highlander: Endgame traten schließlich im Jahr 2000 beide Highlander gemeinsam auf der großen Leinwand auf. Der neueste Film ist Highlander – Die Quelle der Unsterblichkeit (2007), in dem die Unsterblichen nach ihrem „heiligen Gral“ suchen. Er sollte der Start einer neuen Trilogie sein, die bisher jedoch nicht fortgesetzt wurde.
Daneben gibt es viele weitere Facetten des Highlander-Universums, so etwa die Zeichentrick-Serie Highlander, die kurzlebige Ablegerserie Raven, den Animationsfilm Highlander – Die Macht der Vergeltung, die Internet-Flash-Miniserie The Methos Chronicles, Romane, ein Kartenspiel (CCG) und so weiter.
Im Januar 2023 wurde bekannt, dass der Regisseur und Produzent Chad Stahelski für das Filmstudio Lionsgate die künftigte Entwicklung des Highlander-Franchise beaufsichtigen wird, das auch Serien umfassen soll. Außerdem werde seine nächste Regiearbeit das Highlander-Reboot sein, die Hauptrolle werde Henry Cavill übernehmen. Gemeinsam mit David Leitch führt Stahelski die Produktionsfirma 87Eleven, die für die genannten Aufgaben federführend verantwortlich sein wird.

## Übersetzungsfehler
Der Film enthält in der deutschen Fassung einige Übersetzungsfehler. So besucht Wyatt einen Computerspezialisten, der Connor MacLeods Unterschriften der verschiedenen Identitäten im Laufe der Jahrhunderte mit der seiner aktuellen Identität Russell Nash vergleicht. Im Raum ist es sehr kalt, weshalb Wyatt fragt, ob es in dem Raum keine Heizung gebe. Der Computerspezialist antwortet, dass Wärme schlecht für die „circuits“ sei, was in der deutschen Fassung fälschlich statt mit „Schaltkreise“ mit „Kreislauf“ übersetzt wird. 
In derselben Szene behauptet der Spezialist, dass dieser Russell Nash „seit mindestens 460 Jahren hier rumschleicht“ (ein Verweis auf Connor MacLeods tatsächliches Alter). Zu dieser Zeit wohnte dieser aber noch mit Heather in den Highlands. Im Original sind es nur 400 Jahre, was zwar zeitlich besser passt, aber erstens angesichts der Besiedlungsgeschichte von New York City eher unwahrscheinlich ist und zweitens auch nicht zum Alter des Hauses passt, um das es in dem Dialog geht. 
Ein weiterer Übersetzungsfehler findet sich in der Szene, in der MacLeod erstmals Brenda Wyatt anspricht. MacLeod betritt eine Bar und bestellt sich einen Whisky. Im englischen Original ist dies der auch heute noch populäre Glenmorangie („A double Glenmorangie on ice“). In der deutschen Übersetzung wurde daraus Glen Moray („Einen doppelten Glen Moray auf Eis“). Als Russell Nash von der Polizei verhört wird, ist zweimal von einer Werkstatt die Rede (falsche Übersetzung von engl. garage) – gemeint ist die Tiefgarage.
In der Originalversion spricht Lambert Englisch, als MacLeod an seine erste Begegnung mit Rachel zurückdenkt, aber der SS-Obersturmführer Deutsch, was ohne Untertitel zu einem Verständnisproblem und damit einem Wegfall des Humors in diesem Dialog führt.
Ein weiterer Unterschied zur englischen Originalversion: Im Deutschen gibt MacLeod Ramírez den Spitznamen „spanischer Pfau“, im Englischen verwendet er den eher beleidigend gemeinten Begriff „Haggis“. Er verwendet ihn das erste Mal beim Balanceakt im Boot auf dem See, dafür wurde der Originaltext deutlich verändert.

## Rezeption
Highlander erhielt ein durchwachsenes Presseecho, was sich auch in den Auswertungen US-amerikanischer Aggregatoren widerspiegelt. So erfasst Rotten Tomatoes überwiegend wohlwollende Besprechungen und ordnet den Film dementsprechend als „Frisch“ ein. Laut Metacritic fallen die Bewertungen aber im Mittel „Grundsätzlich ablehnend“ aus.

„Ein mit großem Aufwand inszenierter, durchweg unterhaltsamer Fantasyfilm voller Aktion und Tempo. Die Klischees der Handlung werden durch ausgefeilte, nicht ohne Witz dargebotene Kino-Attraktionen, vor allem aber die formalen Mittel des Videoclips überspielt: ausgetüftelte Kamerafahrten, Lichteffekte, effektsichere Musik und vor allem die Montage schaffen einen schillernden filmischen Kosmos, der die Logik des Raum-Zeit-Gefüges reizvoll aufhebt.“

Der Film hat Einzug in die Popkultur gefunden. So hat MacLeod im Videospiel Magicka einen Gastauftritt als Nicht-Spieler-Charakter. Für dessen Ermordung erhält der Spieler den Erfolg „Es kann nur einen geben“. 2023 veröffentlichte die Band Feuerschwanz auf ihrem Album Fegefeuer das Lied Highlander, das auf dem Film basiert.